# Grand'Anse Praslin
Grand'Anse Praslin è uno dei 26 distretti delle Seychelles, che comprende la parte meridionale dell'isola di Praslin.
Al 2019 si stimava una popolazione di 3 876 abitanti.